# واسب-2b
WASP-2b هو كوكب خارج المجموعة الشمسية في كوكبة الدلفين يقع على بعد يقدر بحوالي 470 سنة ضوئية حول قزم برتقالي خافت يطلق علية WASP-2 . اكتشف الكوكب في 25 سبتمبر 2006 من قبل مشروع البحث عن الكواكب بأجهزة التصوير ذات الزاوية الفائقة الإتساع (SuperWASP) باستخدام طريقة العبور، ومن ثم أكدت قياسات لاحقة باستخدام طريقة السرعة الشعاعية أن WASP-2b كان كوكباً بالفعل.
كتلة الكوكب ونصف قطرة تشير إلى أنه عملاق غازي مع تركيب مماثل لكوكب المشتري إجمالاً. وعلى عكس المشتري ولكن على غرار العديد من الكواكب الأخرى المكتشفة حول النجوم الأخرى، WASP-2b يقع قريب جداً من نجمه على بعد 0.03138 وحدة فلكية فقط، وينتمي إلى فئة كواكب معروفة باسم المشتريات الحارة وخلصت دراسة أجريت عام 2008 إلى أن نظام WASP-2 (من بين أنظمة أخرى) هو نظام نجم ثنائي مما يسمح بتحديد أكثر دقة للمعلمات النجمية والكواكبية.